# Barry Hickey

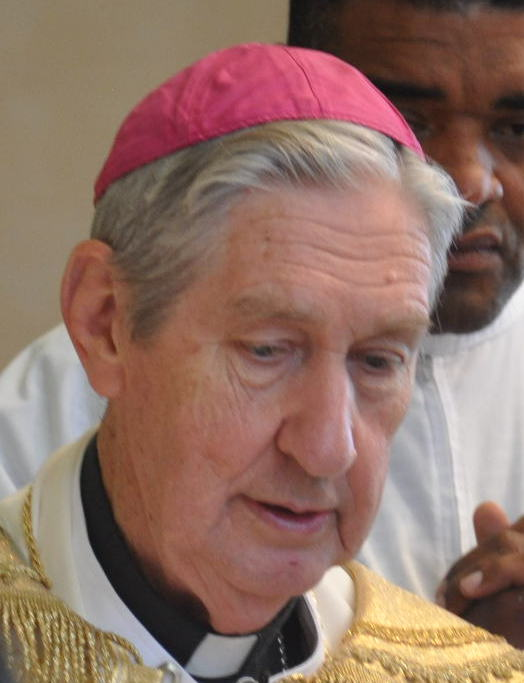
Barry James Hickey, 2013 in Perth

Barry James Hickey (* 16. April 1936 in Leonora, Western Australia) ist emeritierter Erzbischof von Perth.

## Leben
Hickey empfing am 20. Dezember 1958 die Priesterweihe in Rom durch Paolo Kardinal Giobbe. Nach dem Besuch des St Charles Seminary absolvierte er von 1955 bis 1959 sein Lizenziatsstudium in Theologie an der Päpstlichen Universität Urbaniana; 1973 erwarb er einen Master-Abschluss in Sozialarbeit an der University of Western Australia.
Am 22. März 1984 wurde er von Papst Johannes Paul II. zum Bischof von Geraldton ernannt. Die Bischofsweihe spendete ihm sein Amtsvorgänger in Geraldton und Erzbischof von Perth, William Joseph Foley, am 1. Mai desselben Jahres; Mitkonsekratoren waren der Alterzbischof von Perth, Lancelot John Goody, und der Altbischof von Geraldton, Francis Xavier Thomas.
Am 23. Juli 1991 folgte die Ernennung zum Erzbischof von Perth. Die Amtseinführung fand am 27. August desselben Jahres statt.
Am 20. Februar 2012 nahm Papst Benedikt XVI. das von Barry James Hickey aus Altersgründen vorgebrachte Rücktrittsgesuch an.
Er ist Großprior der Ordensprovinz Western Australien des Ritterorden vom Heiligen Grab zu Jerusalem.

## Ehrungen
1977 wurde er mit dem Order of Australia (OAM) ausgezeichnet.